# Helle Stangerup
Eva Helle Stangerup (født 30. oktober 1939 på Frederiksberg, død 29. marts 2015) var en dansk forfatter.
Helle Stangerup blev cand. jur. i 1966 og debuterede som forfatter i 1967 med krimiromanen Gravskrift for Rødhætte og fik sit gennembrud som forfatter med Gule Hansker i 1968. Hun modtog, blandt mange andre hædersbevisninger, De Gyldne Laurbær í 1985 og Thit Jensens forfatterlegat i 1990. Hendes bror var forfatteren Henrik Stangerup (1937-1998) og hendes forældre litteraten professor Hakon Stangerup (1908-1976) og skuespilleren Betty Söderberg (1910-1993). Hun var datterdatter af forfatteren Hjalmar Söderberg (1869-1941).
Stangerup gik i skole med den kommende dronning Margrethe 2, og de blev veninder. Hun var 1969-1979 gift med lensgreve Adam Wilhelm Knuth til Knuthenborg, med hvem hun havde to sønner; Adam Christoffer lensgreve Knuth, (født 1. oktober 1973), der nu har overtaget godset, og Johan Henrik Marcus Knuth (født 1976). Parret startede Knuthenborg Safaripark med eksotiske dyr, de første dyr ankom i 1969.
Den 29. marts 2015 sov Helle Stangerup ind efter længere tids sygdom.
Helle Stangerup blev begravet i stilhed fra Hunseby Kirke på Lolland.

### Kriminalromaner og thrillere
- Gravskrift for Rødhætte (1967)
- Gule handsker (1968)
- Spejldans (1969)
- Diamanter er dydens løn (1970)
- Solsikkerne (1972)
- Ulvetid (1980)
- Den tibetanske maske (1981)
- Stedfar (1995)
- En forskers død (2010)

### Historiske romaner
- Christine (1985)
- Spardame (1989)
- Sankt Markus nat (1992)
- Skæbnegalleriet (2006)

### Øvrige værker
- Kanariefuglene (1983), børnebog
- Danmarkskrøniken, bd. 1-2 (1999), Saxos Gesta Danorum på nutidsdansk
- Tidens bord (2001), kulturhistorie
- Bag skodderne (2011), erindringer